# George Loros
George Loros (New York, 9 gennaio 1944) è un attore e regista teatrale statunitense.
Nato a New York nel Bronx, ha svolto la carriera di attore caratterista per oltre 30 anni, partecipando a svariate serie televisive. Ha studiato con Lee Strasberg, Elia Kazan al Neighborhood Playhouse, e si è laureato alla Hofstra University.
Ha iniziato la carriera attoriale a Broadway e in teatri Off-Broadway, intraprendendo al tempo stesso la regia di numerose piéce anche in teatri regionali.
Il suo ruolo più noto è probabilmente quello di Raymond "Ray" Curto, un esponente criminale ne I Soprano (The Sopranos)
Sul grande schermo è stato attivo in ruoli di comprimario fin dall'inizio degli anni settanta (La gang che non sapeva sparare  e Serpico i titoli più noti).

## Filmografia parziale

### Televisione
- Kojak - serie TV, episodi 2x05-2x23 (1974-1975)
- A tutte le auto della polizia (The Rookies) - serie TV, episodio 4x10 (1975)
- On the Rocks  - serie TV, episodi 1x15-1x16 (1976)
- Starsky & Hutch - serie TV, episodi 1x02-2x15 (1975-1977)
- Baretta - serie TV, 5 episodi (1975-1978)
- L'incredibile Hulk (The Incredible Hulk) - serie TV, episodio 2x18 (1979)
- Agenzia Rockford (The Rockford Files) - serie TV, 6 episodi (1977-1979)
- Quincy (Quincy M.E.) - serie TV, episodi 5x05-8x10 (1979-1982)
- I Jefferson (The Jeffersons) - serie TV, episodio 6x12 (1980)
- Charlie's Angels - serie TV, episodio 5x08 (1981)
- Ralph supermaxieroe (The Greatest American Hero) - serie TV, episodio 2x05  (1981)
- I ragazzi di padre Murphy (Father Murphy) - serie TV, episodio 1x19 (1982)
- Professione pericolo (The Fall Guy) - serie TV, episodio 2x12 (1983)
- Spenser (Spenser: For Hire) - serie TV, episodi 2x22-3x16 (1987-1988)
- I Soprano (The Sopranos) - serie TV, 16 episodi (1999-2004) - Ray Curto

### Cinema
- La gang che non sapeva sparare (The Gang That Couldn't Shoot Straight), regia di James Goldstone (1971)
- Serpico, regia di Sidney Lumet (1973 - non accreditato
- Un poliziotto in blue jeans (Shakedown), regia di James Glickenhaus (1988)

## Doppiatori italiani
Nelle versioni in italiano delle opere in cui ha recitato, Nick Sandow è stato doppiato da:
- Dante Biagioni in I Soprano
- Oliviero Corbetta in Law & Order: Criminal Intent